# فنلاند در المپیک تابستانی ۱۹۴۸

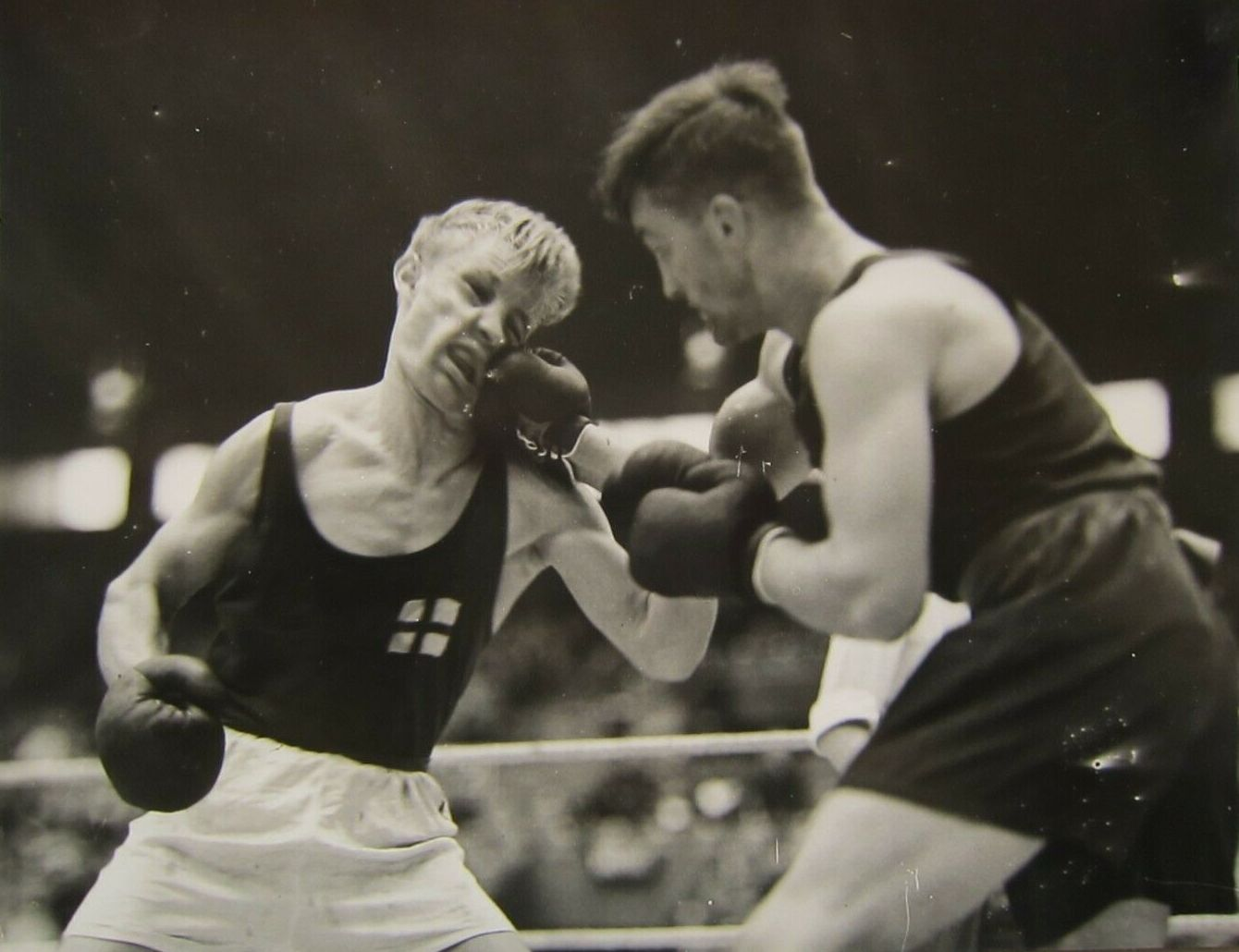
هری سیلایندر (چپ) نمایندهٔ فنلاند در بازی‌های المپیک تابستانی ۱۹۴۸

در بازی‌های المپیک تابستانی ۱۹۴۸ که در شهر لندن بریتانیای کبیر برگزار شد، کاروان فنلاند با ۱۲۹ ورزشکار در این رقابت‌ها شرکت کرد و موفق به کسب ۲۰ مدال (۸ طلا، ۷ نقره، ۵ برنز) شد. در جدول رتبه‌بندی توزیع مدال‌ها در این المپیک، فنلاند در ردهٔ ششم مسابقات قرار گرفت.